# Узагальнення в малюванні

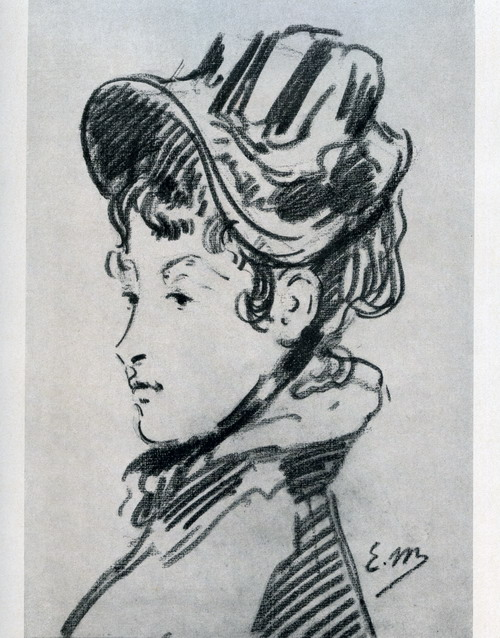
Едуар Мане. Портрет пані Гійєме, 1880 р.

Узага́льнення в малюва́нні (обсервування, спрощення, схематизація) — важливі і необхідні навички селекції і схематизації натурних спостережень до їх переносу в малюнок чи готовий твір (від графіки до декоративно-ужиткового мистецтва).

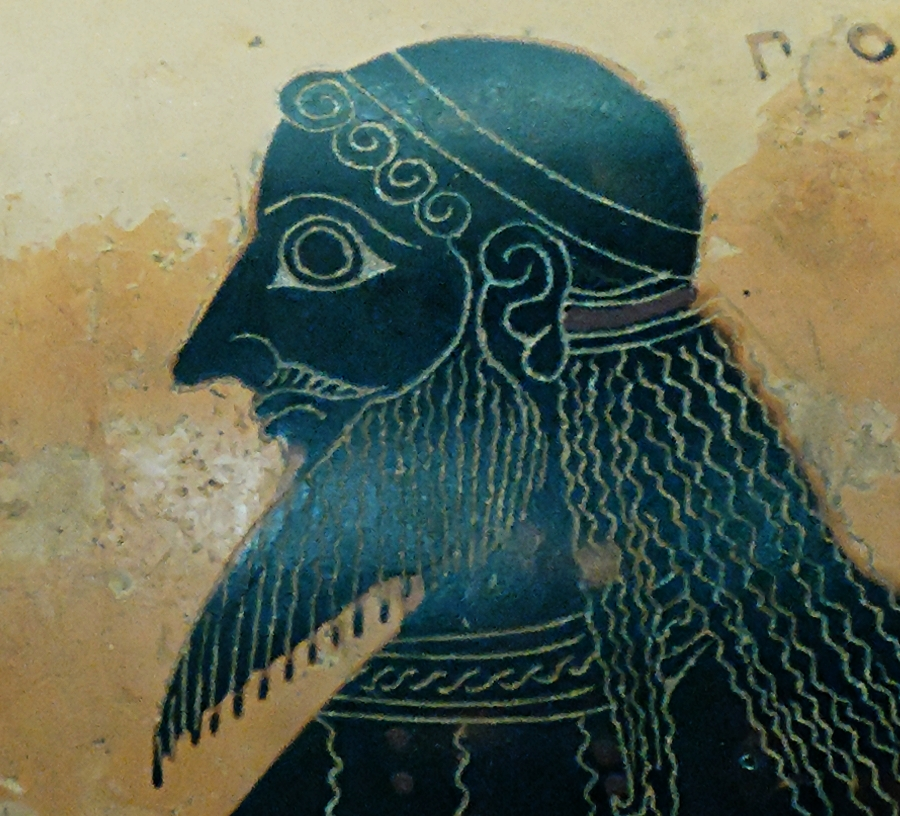
Фрагмент розпису «шийної» амфори з Вульчі: голова Посейдона, Вазописець Амасіса

Узагальнення (і схематизація) в малюванні відомі з доісторичних часів. Виникнення образотворчого мистецтва пов'язане як з малим досвідом первісних майстрів, так і з першими спробами узагальнень візуальних вражень. Вже люди неандертальського типу обробляли власний реманент так ретельно, що пристосували його до різних завдань. Завдяки необхідності і цій школі, виробились необхідна гнучкість людської руки, точність зору і постійні спроби узагальнювати візуальні враження. Вже первісне мистецтво зберігає характер непрактичності, самоцінності, але надає психологічне розвантаження людській уяві, постійно травмованої тиском небезпечної реальності, незнанням багатьох явищ і їх причин, трагедій і смертей. Це вдало помітив Фрідріх Шиллер, котрий записав :
| Естетичне і творче прагнення непомітно будувало посеред страшного світу та посеред священного царства (непохитних) законів — третє, веселе царство гри і безпеки. Воно знімало з людей кайдани всіх стосунків і звільняло їх від усього, що зветься тиском як в фізичному, так і в психологічному розумінні [2]. |
Залежність первісних людей від тварин і тваринного світу відбилась як в створенні примітивних образів на стінах печер, так і на створенні первісних рельєфів і керамічного декору, відомих по археологічним розкопкам.
Узагальнені, схематизовані зображення тварин створювались певний період і передували зображенням людей. Цілий період давньогрецької цивілізації пов'язаний саме з узагальненими зображеннями тільки тварин, хижих і травоїдних, хижих птахів і плазунів тощо. Дещо пізніше це відбилось в своєрідному жанрі давньогрецької кераміки — виникають так звані рибні тарелі.
В малюнках на посуді і керамічних вазах ще давньогрецькі майстри архаїки були позбавлені більшості технічних можливостей передати багатоколірність навколишнього світу, позбавлені можливості передати об'єми, гру світла і тіні, світлові ефекти. Емпіричним шляхом була відкрита і удосконалена техніка чорнофігурного вазопису. Вона найбільше наближена до сучасної, графічної, чорно-білої техніки та до створення силуетів. Відмінності лише в матеріалах, бо греки використовували кераміку через відсутність паперу.
Чорно-біла техніка аскетична і досить обмежена, тому надзвичайно зростають вимоги до виразності самого малюнка та силуета. Художній образ мимоволі схематизується, загострюється і вивільняється від усього другорядного, неголовного. Однак, аскетична техніка не стає в перешкоді при створенні різномнітних зображень і надає можливості передавати і спокійні, побутові сцени, і особливо сцени драматичні.

## Чорнофігурний вазопис, узагальнення

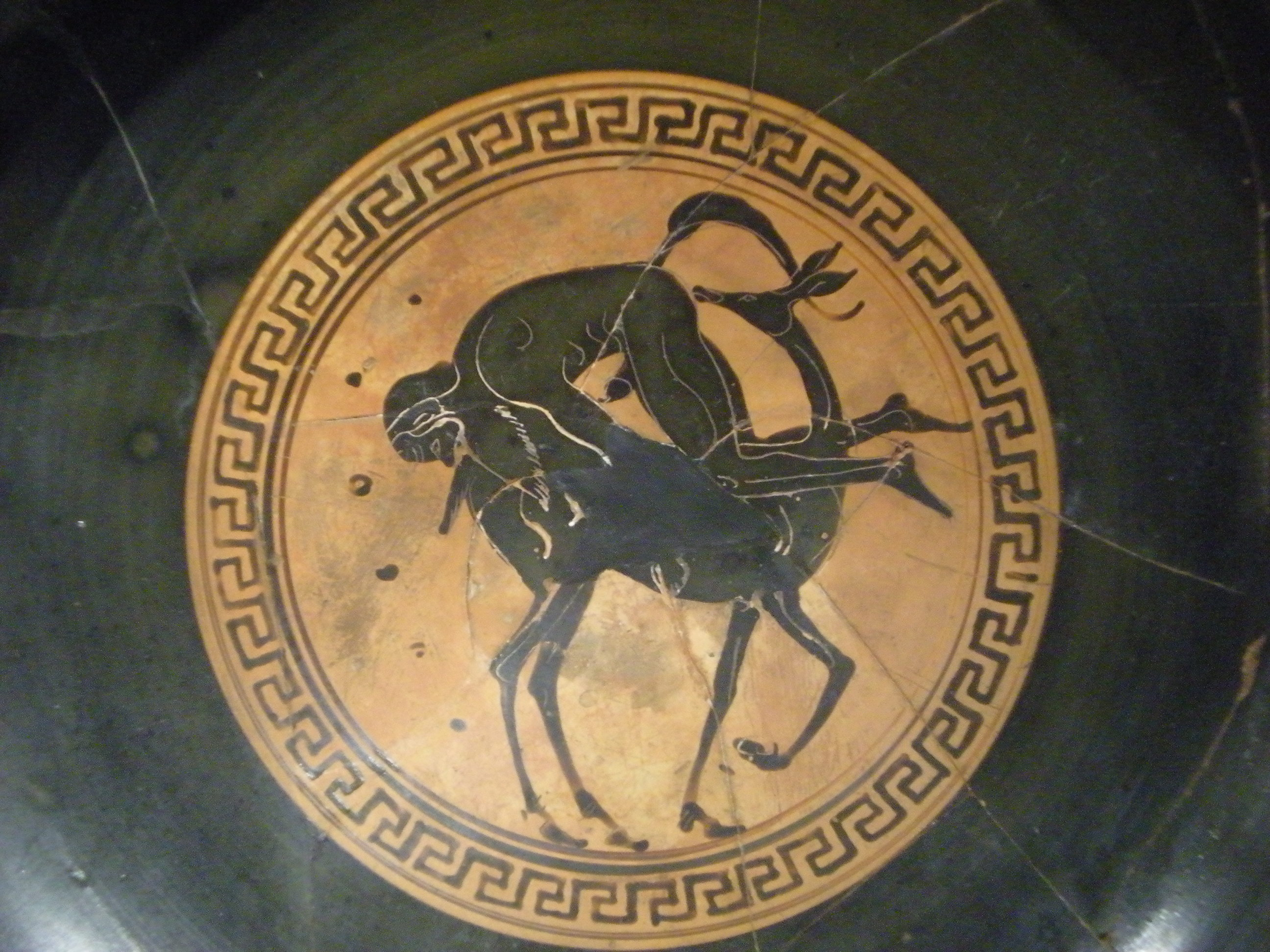
Кілікс: сатир грає з ланню, виготовлений в Афінах, знайдений на Родосі
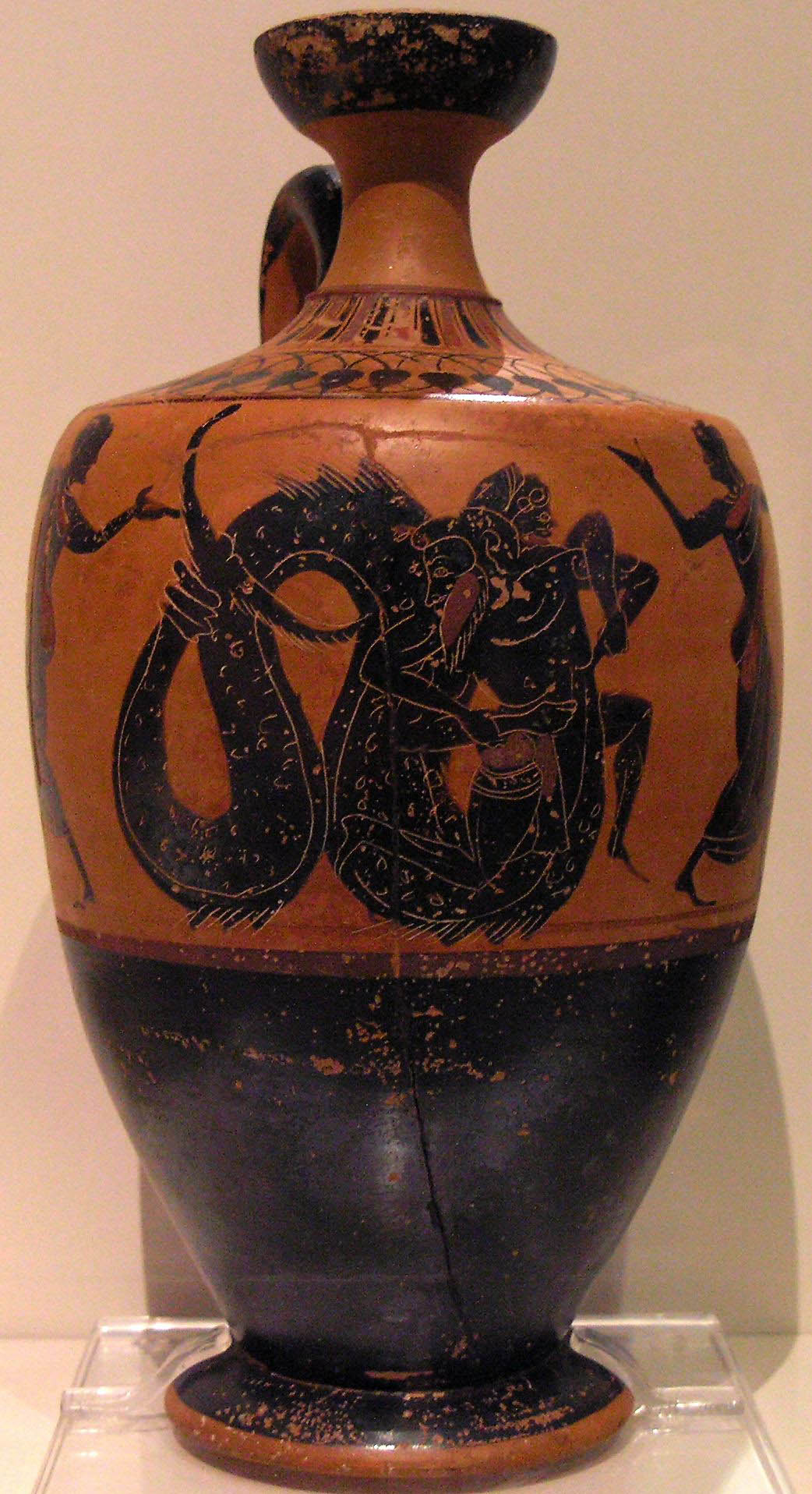
Лекіф: двобій Геракла з тритоном, Національний археологічний музей Афін.
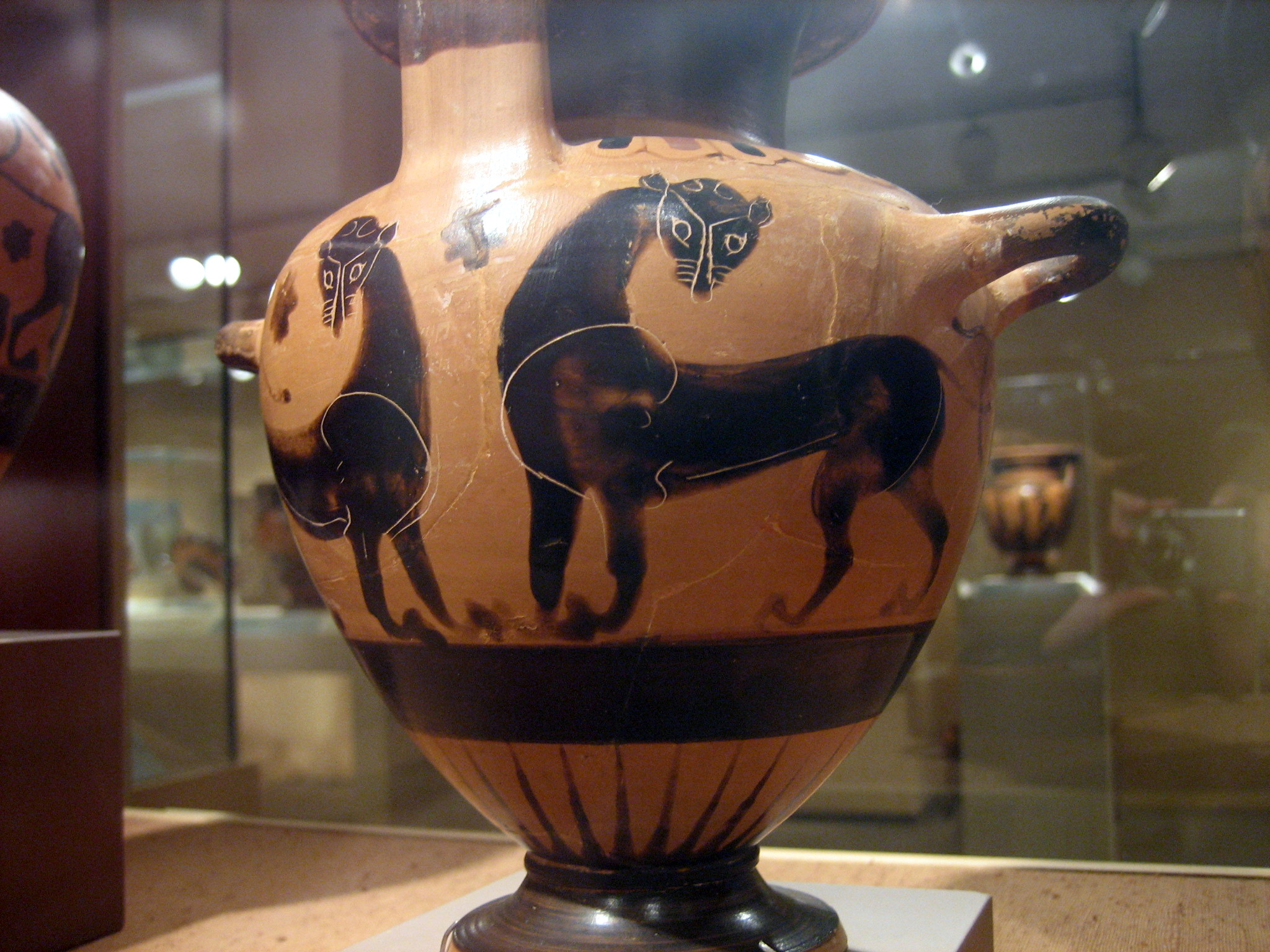
Гідрія із левицями. Музей мистецтва Кіклад, Афіни.
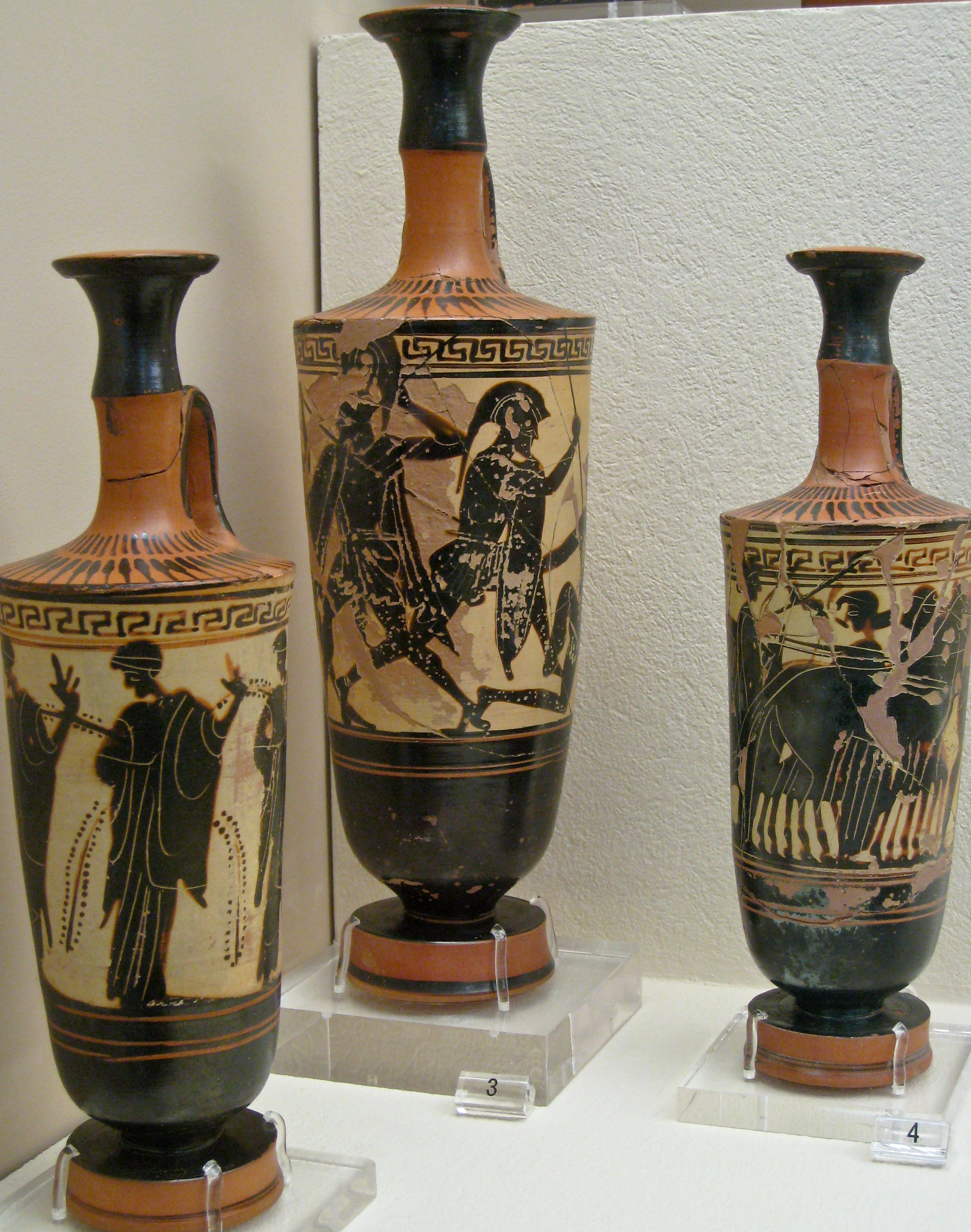
Лекіфи, Археологічний музей Керамікосу
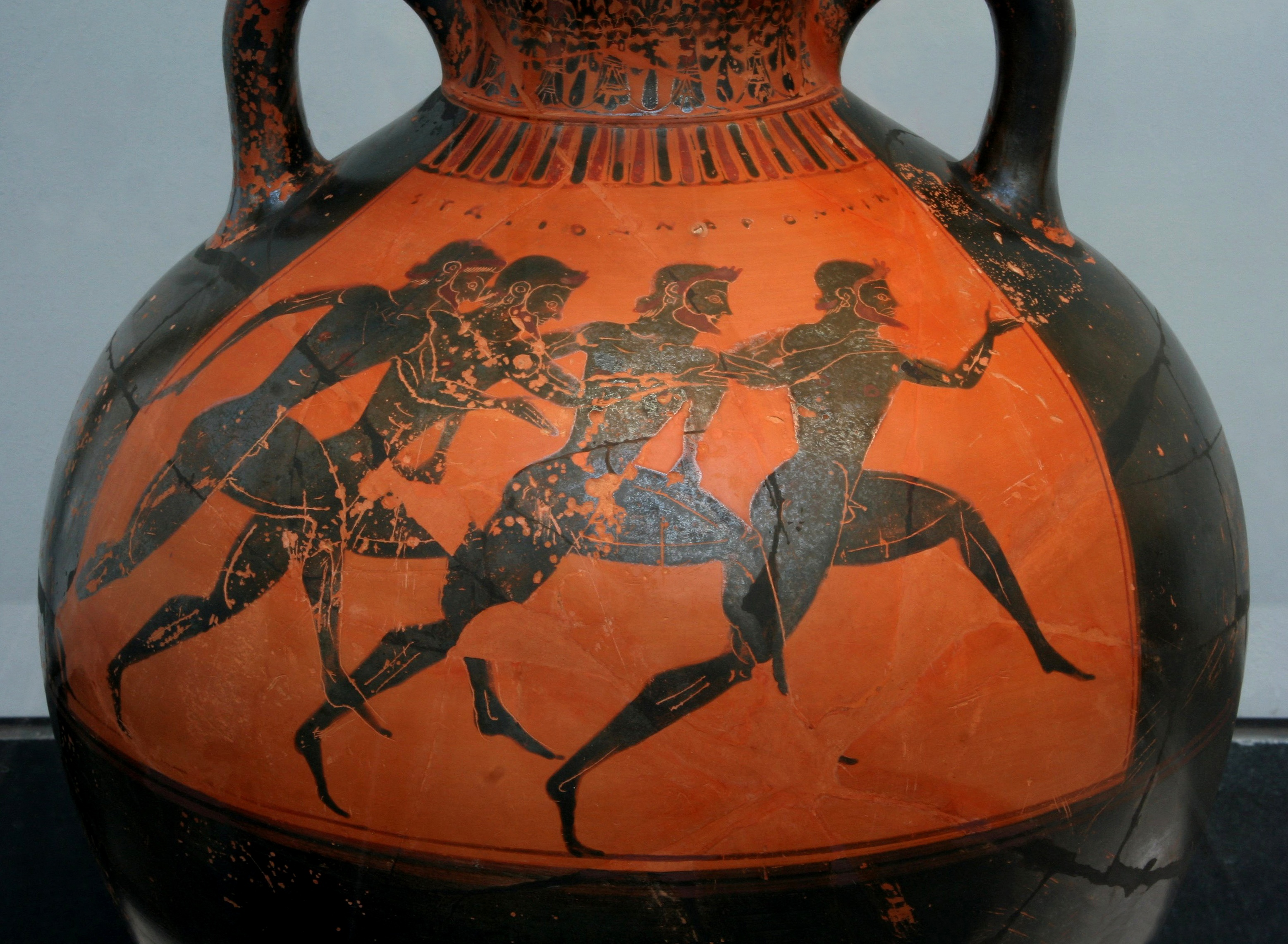
Панафінейська амфора: бігуни на Панафінеях.
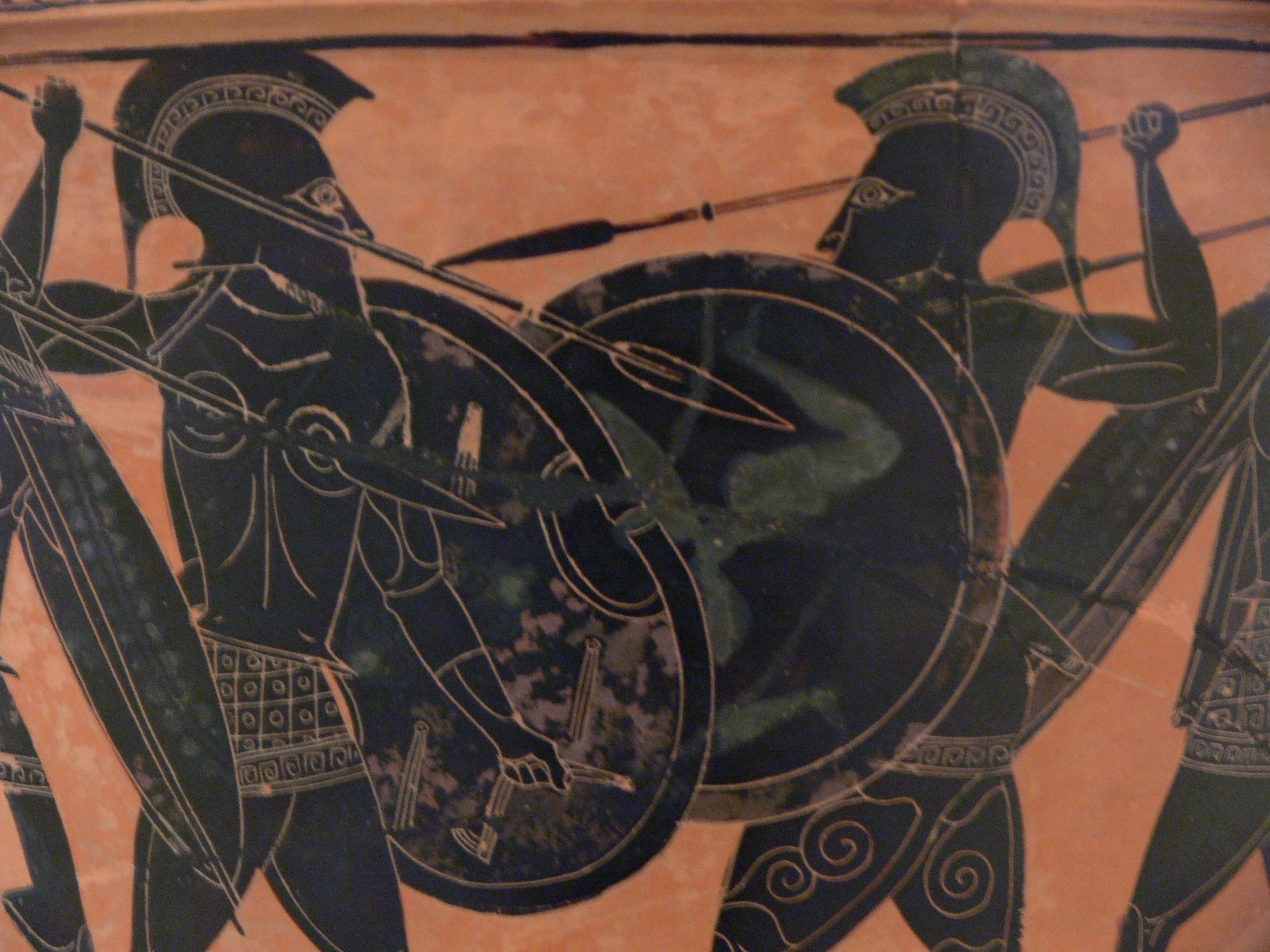
Фрагмент амфори: гопліти з аспісами, Національний археологічний музей Афін

## Порцеляна, узагальнення

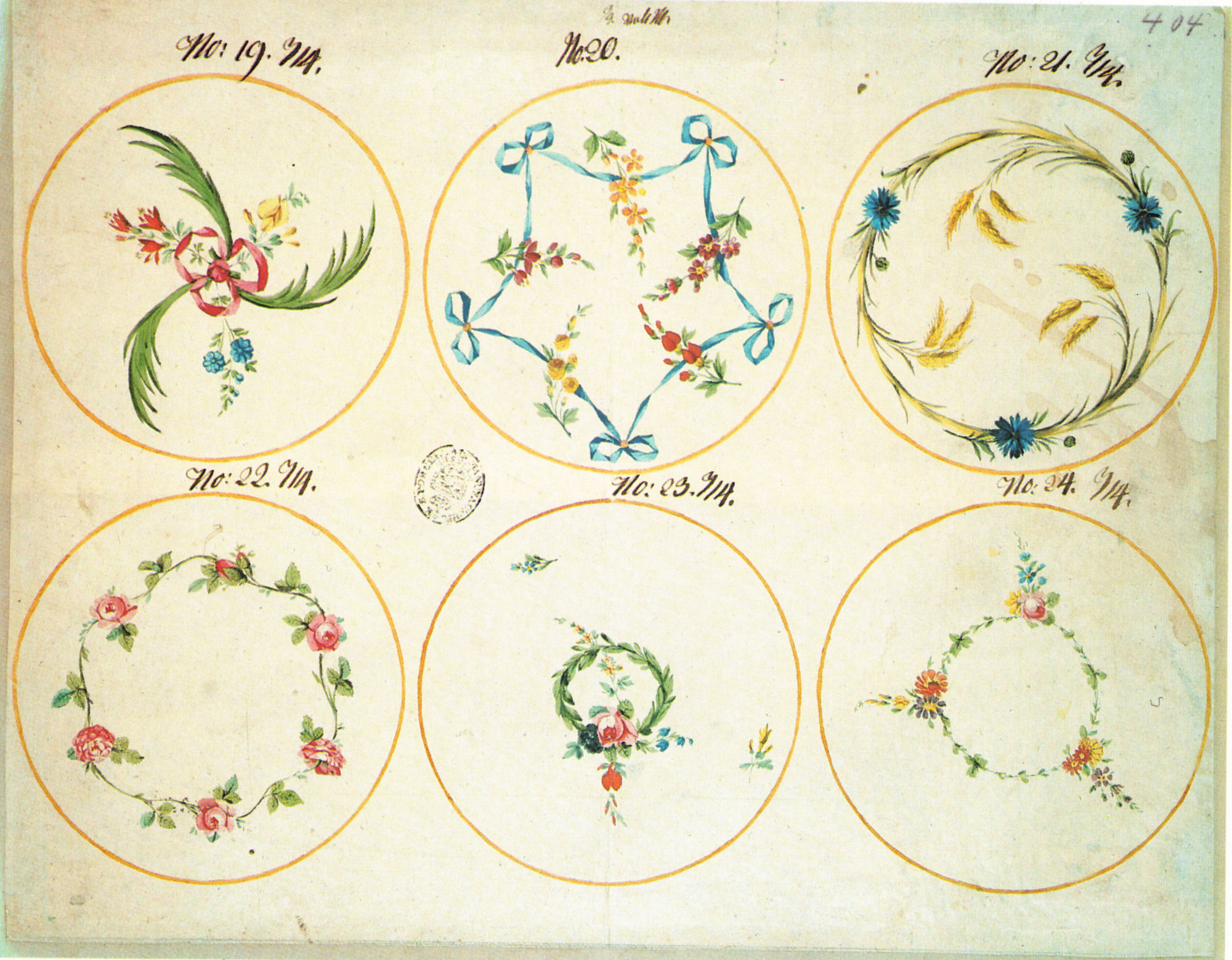
Малюнки-узагальнення Керстинга до майбутнього розпису порцеляни
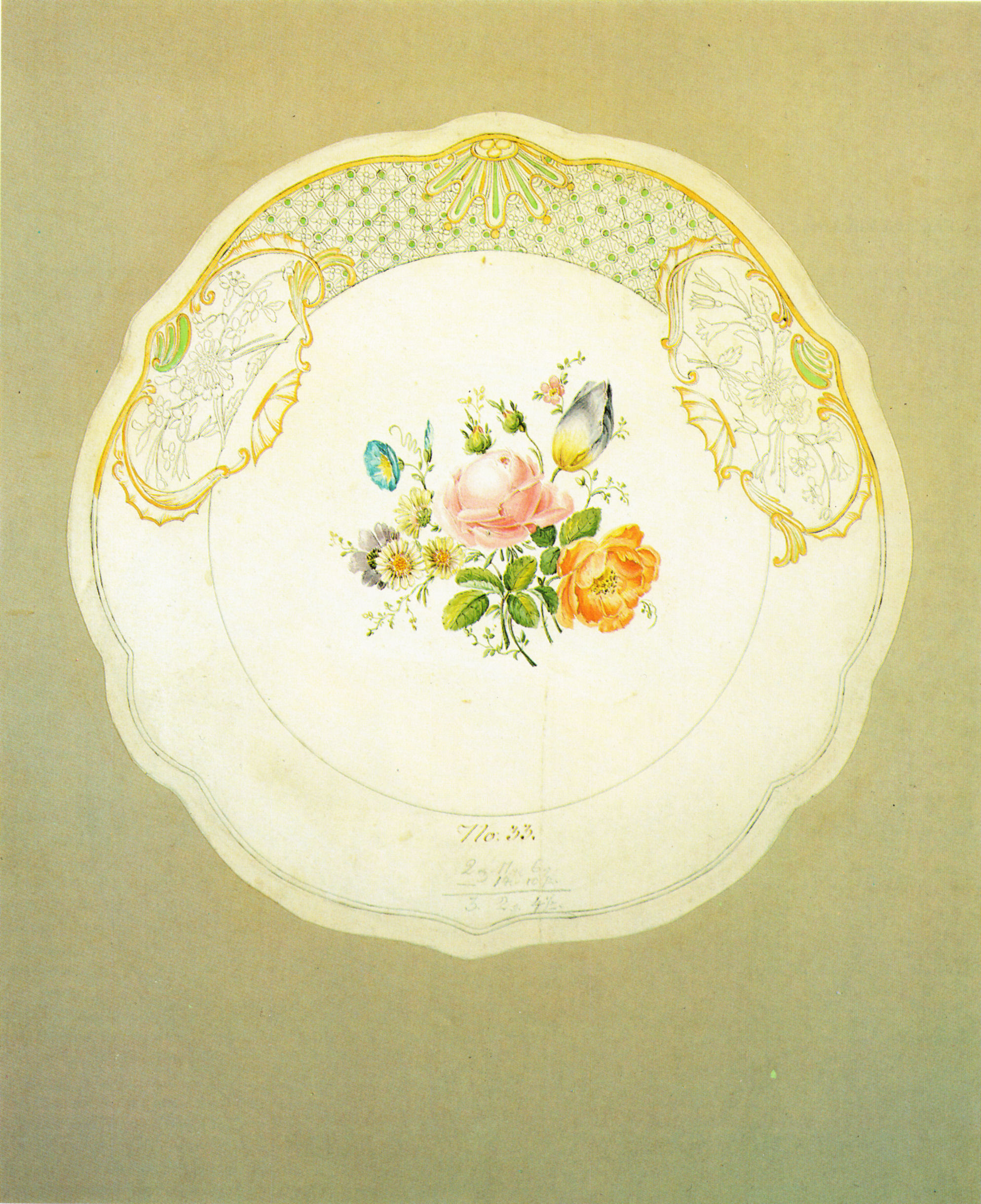
Малюнки-узагальнення Керстинга з квітковим мотивом, 1818 рік.

## Галерея гравюр

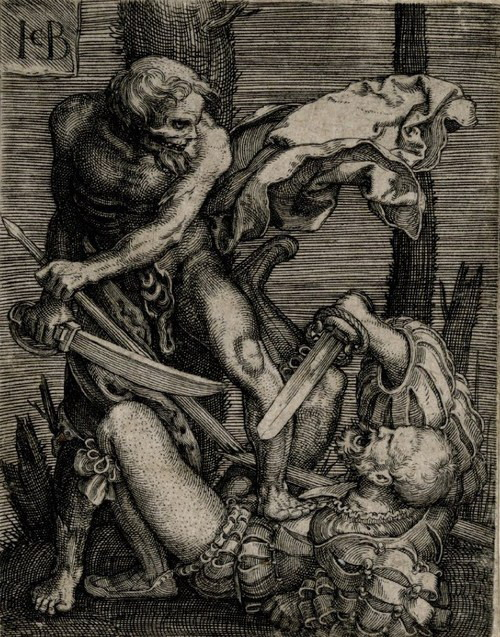
Якоб Бінк. Узагальнення в зображенні фігур і стовбура (гравюра «Смерть долає вояка-найманця»). 1-ша половина 16 ст.

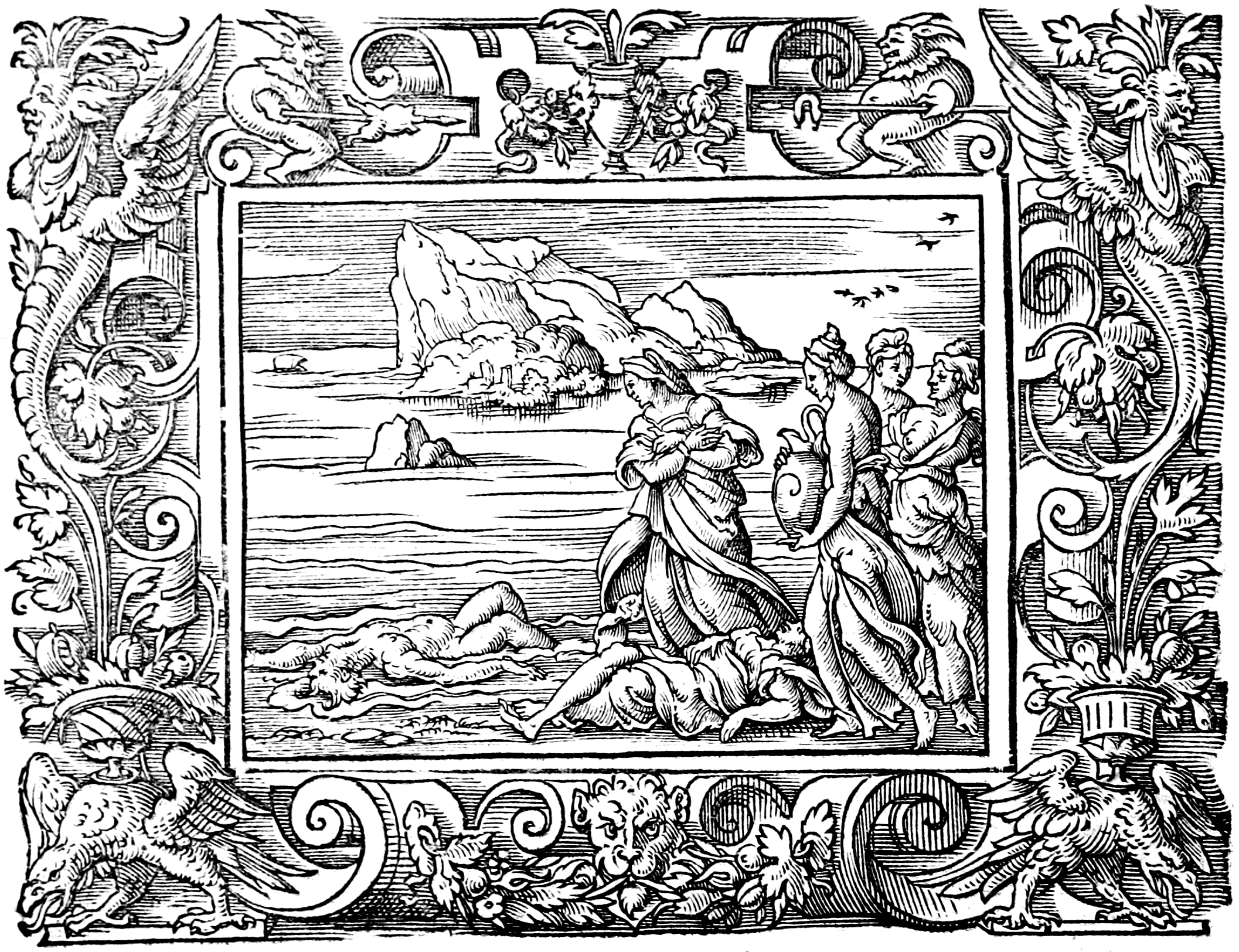
Віргіл Соліс (1514-1562). «Гекуба знайшла мертвого сина Полідора», дереворит до «Метамоіфоз» Овідія.
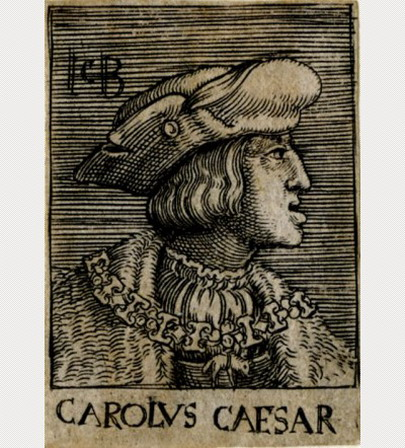
Якоб Бінк. Узагальнення в портреті імператора Карла V.
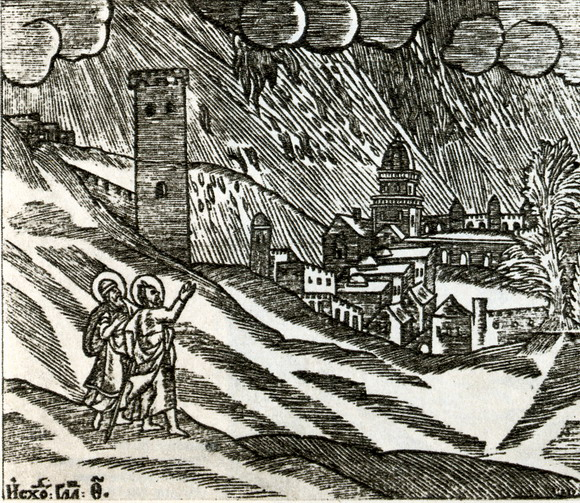
Ілія дереворитник. «Грім і град», дереворит до 1649 року.
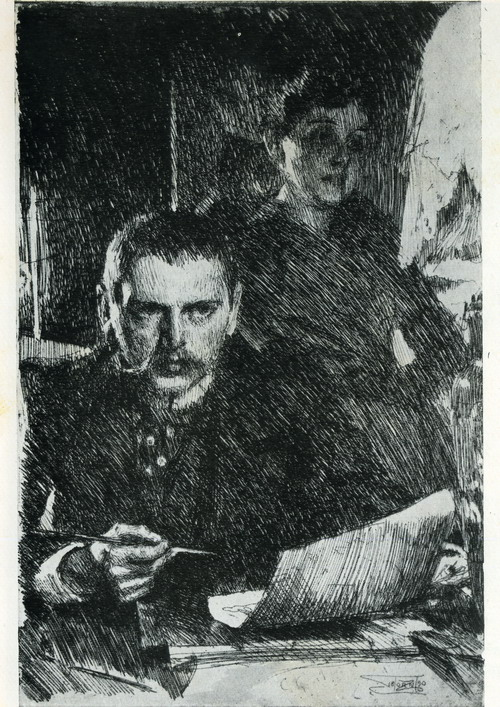
Андерс Цорн, «Автопортрет з дружиною», офорт, 1890 р.

## Пастель, узагальнення

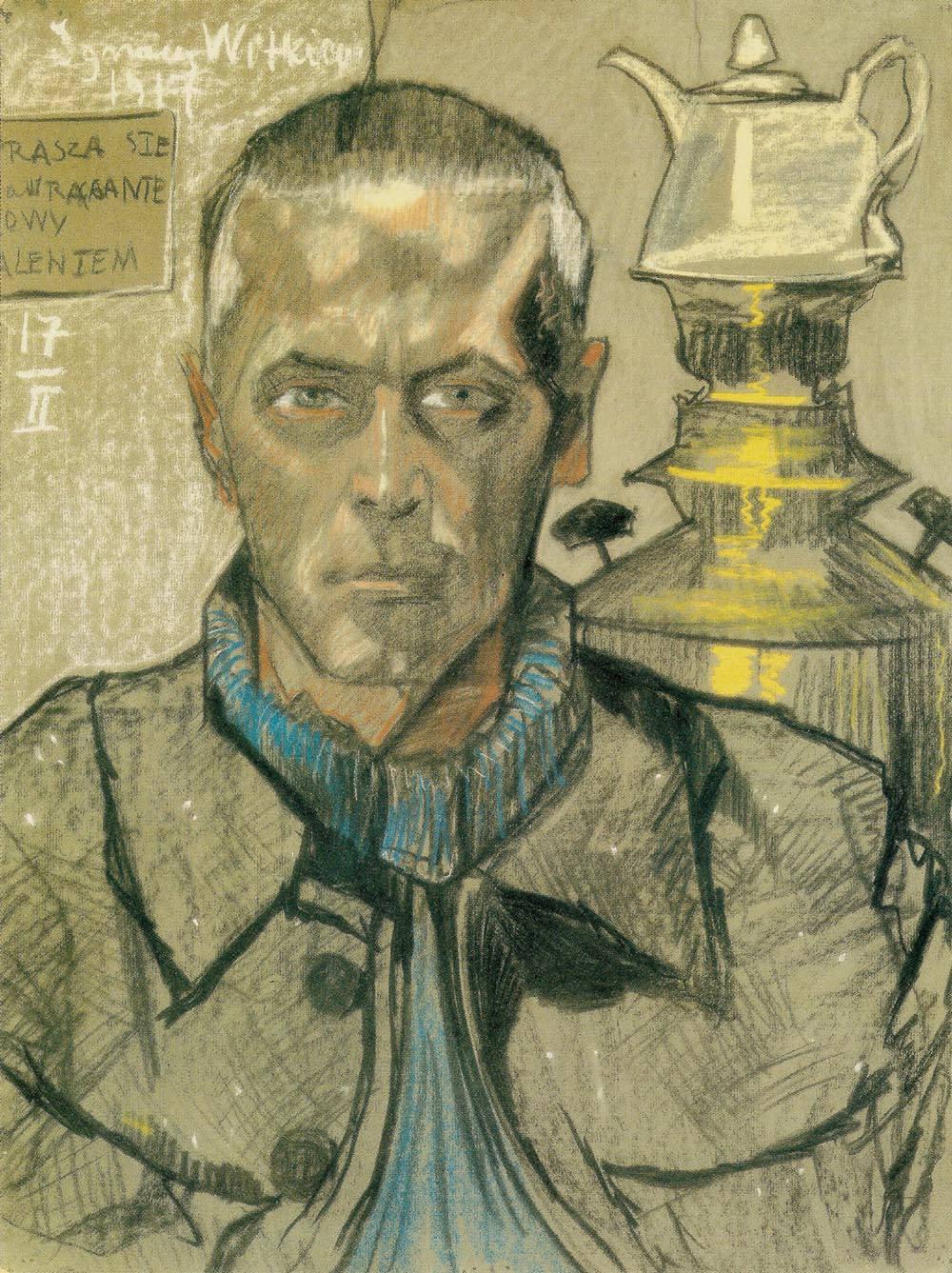
Автопортрет (Віткевич), 1917 р.

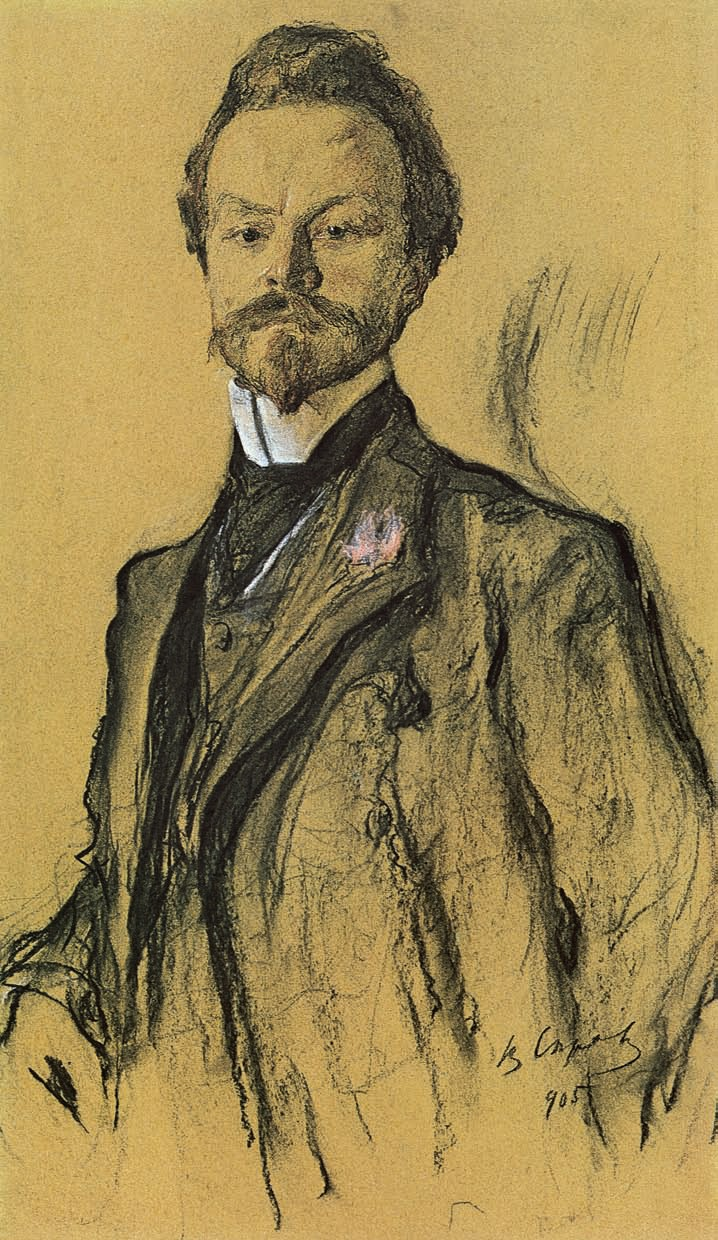
Валентин Сєров, «Костянтин Бальмонт», 1905 р.
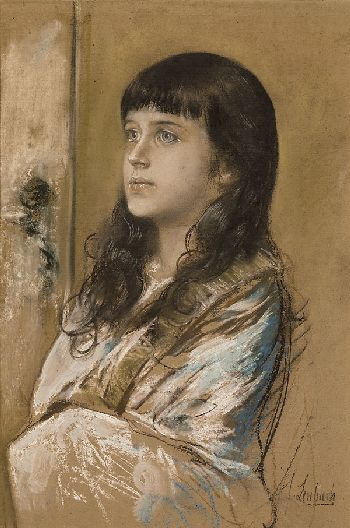
Франц фон Ленбах, «Дівчина»
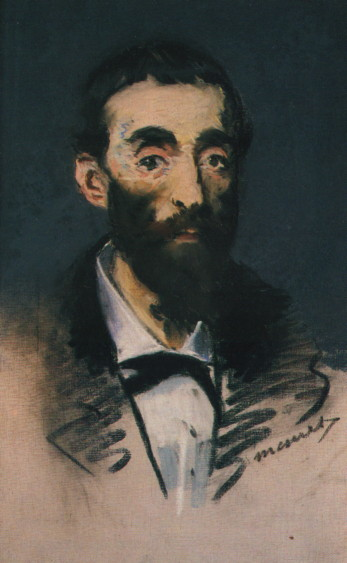
Едуар Мане, Ернест Кабанель, 1880 р.
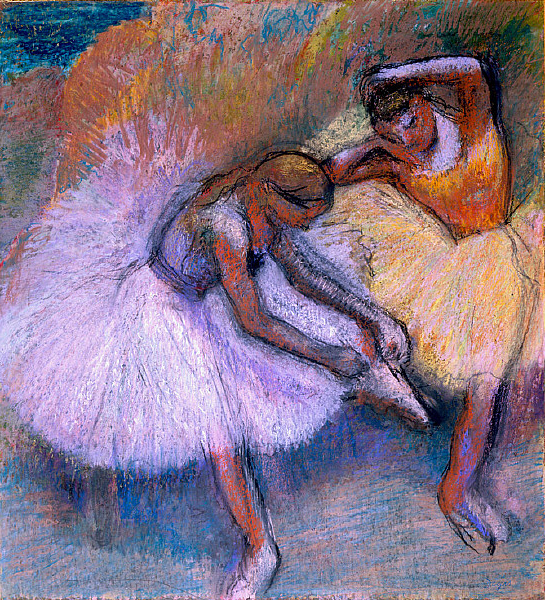
Едгар Дега , «Дві балерини»

## Традиційний китайський живопис (Гохуа), узагальнення

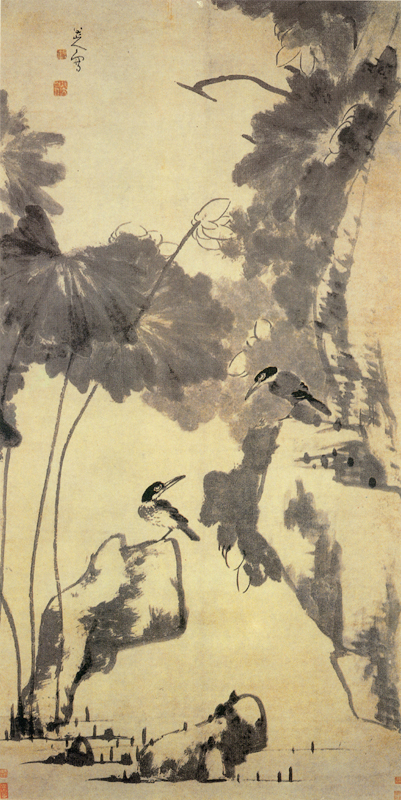
Худ. Чжу Да, «Лотос і два птаха рибалочки», династія Цин, Китай, Шанхайський музей
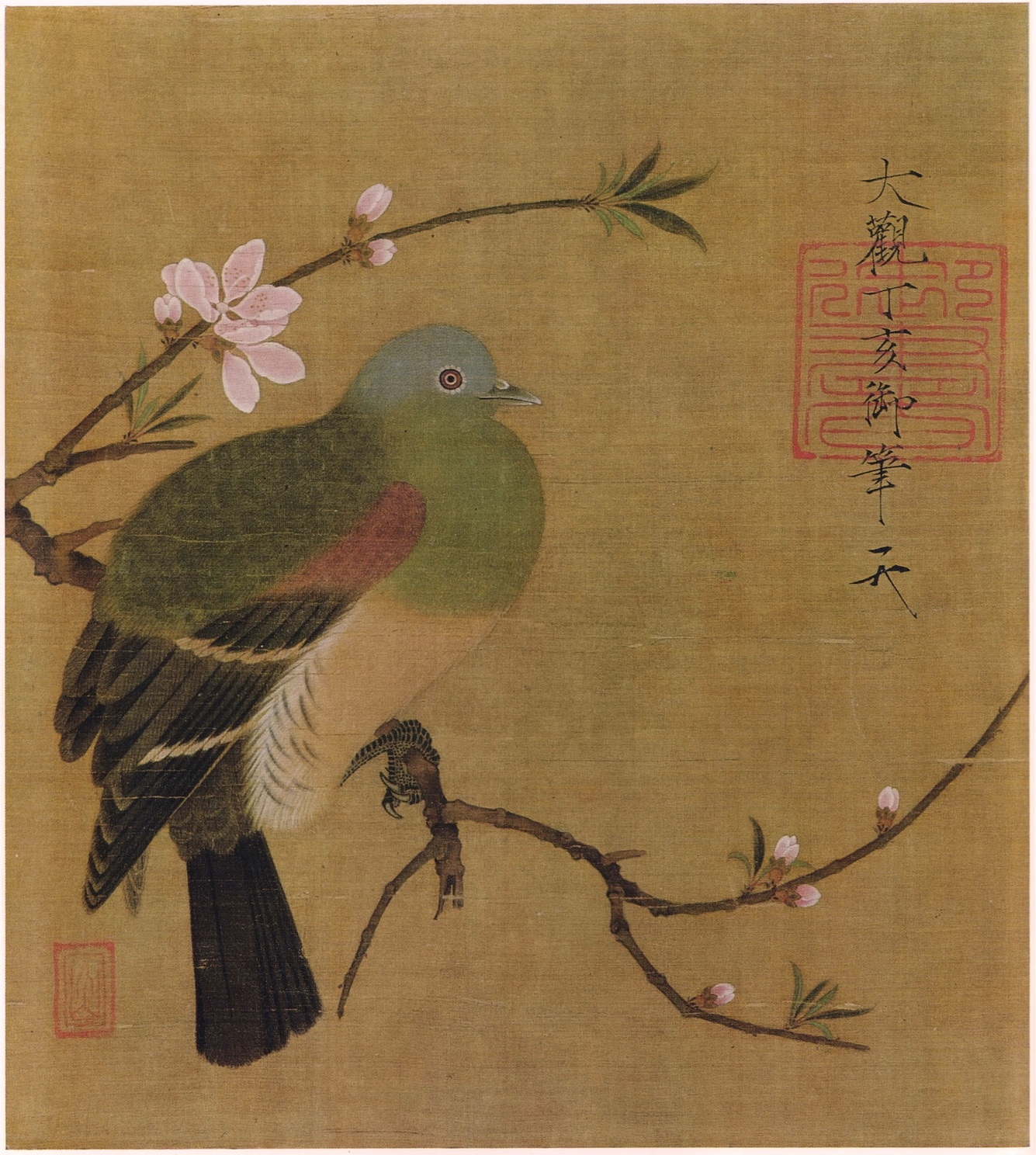
Невідомий 12 ст. «Голуб на гілці розквітлого персика»
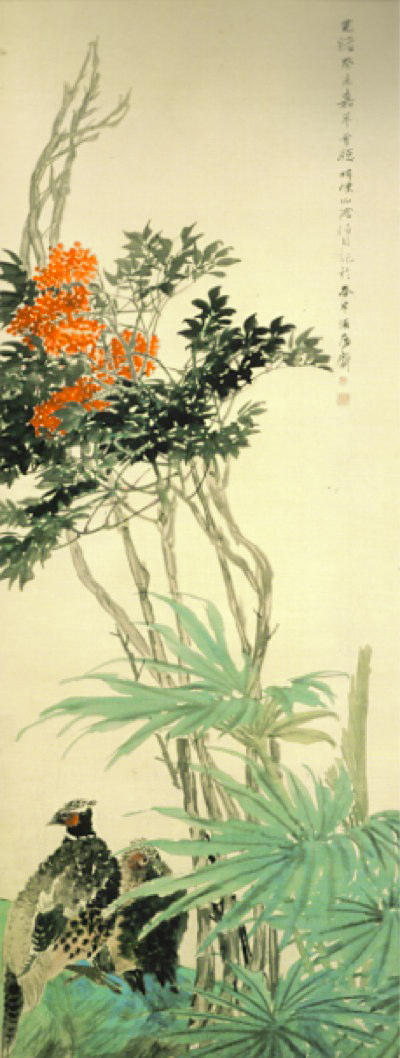
Худ Рен Боньян(Ren Bonian 1840-1896)«Фазани і квіти», до 1890 р.
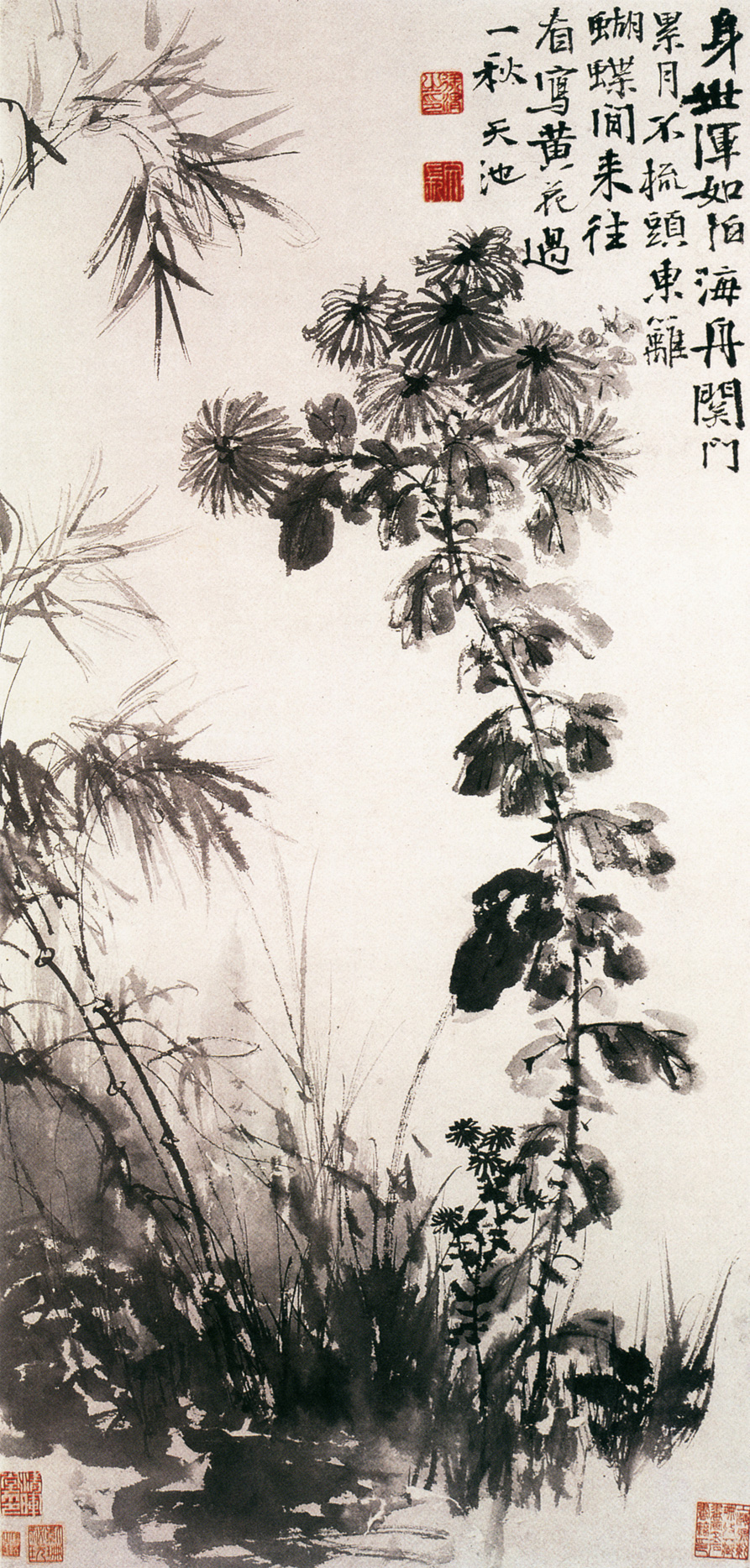
Худ. Ху Вей (1521–1593).« Хризантема і бамбук»

## Узагальнення в гравюрі Японії

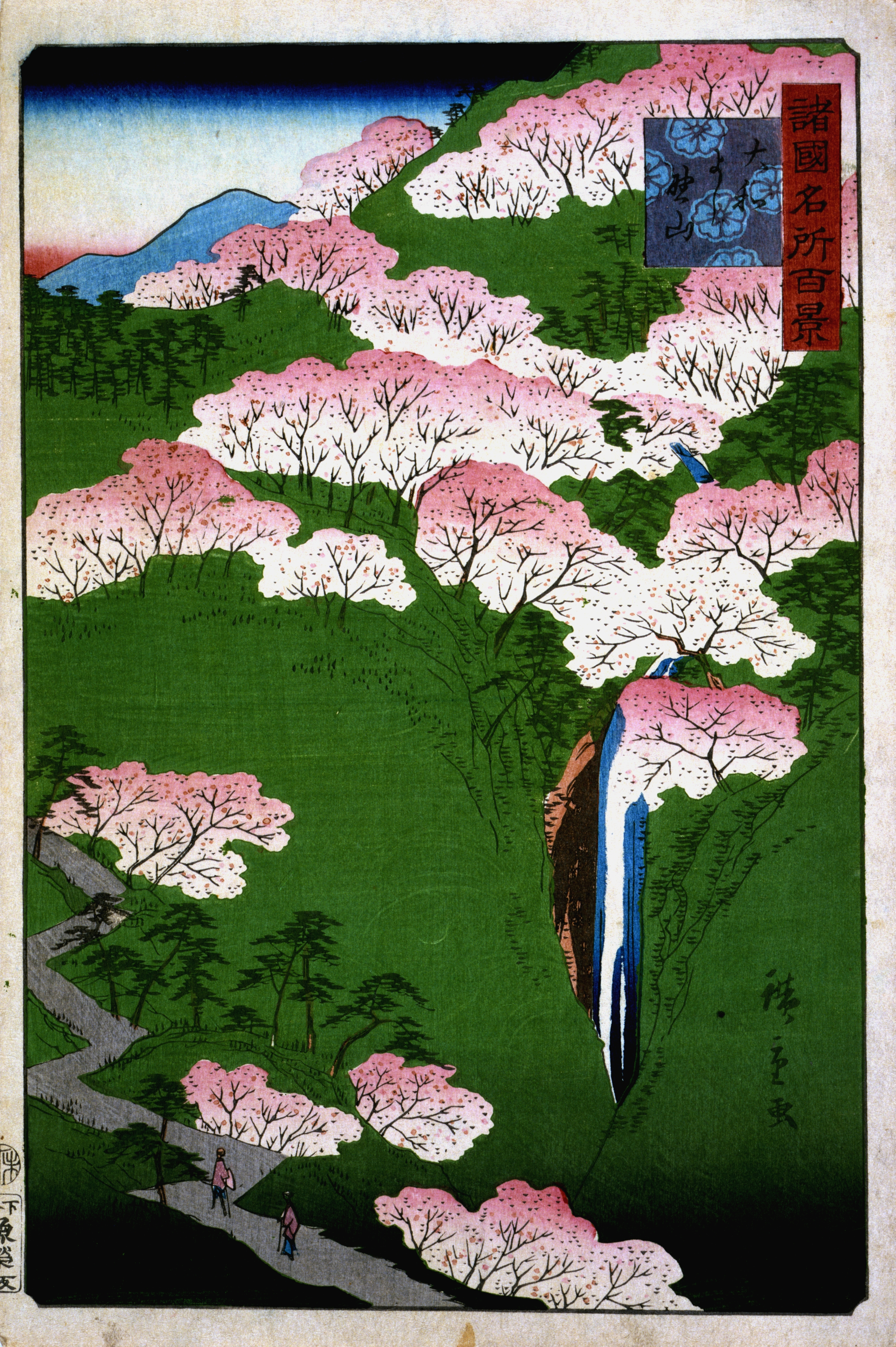
Хіросіге ІІ, «Гори Йошино в провінції Ямато навесні», 1859 рік
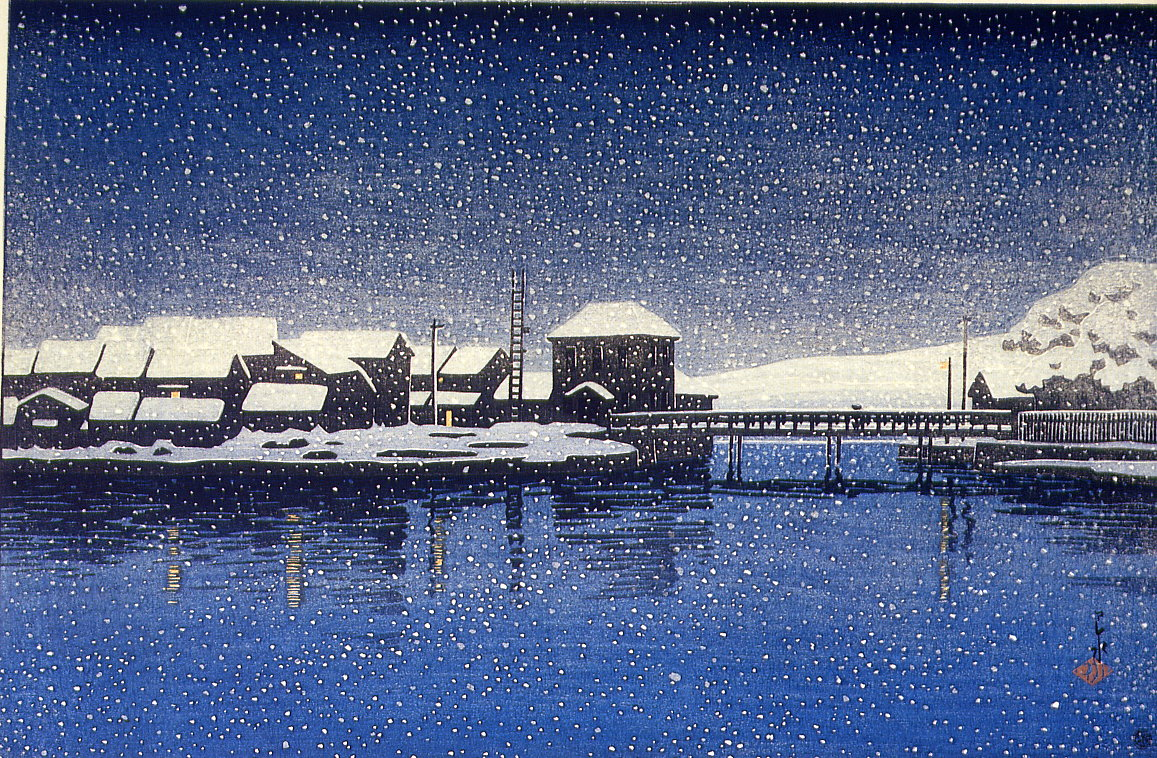
Кавасе Хасуі, « Засніжений порт», 1911 р.
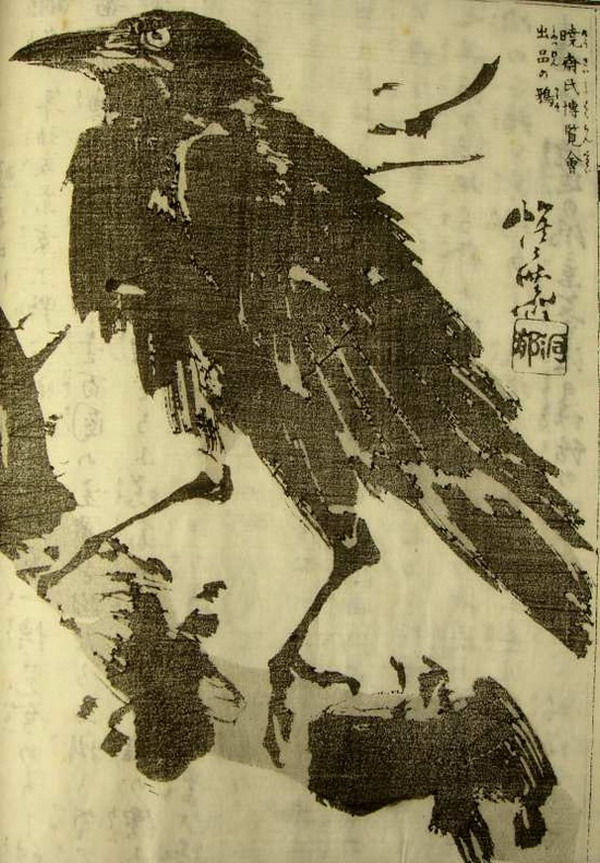
Кіосай Каванабе ,« Крук», дереворит , 1887 рік
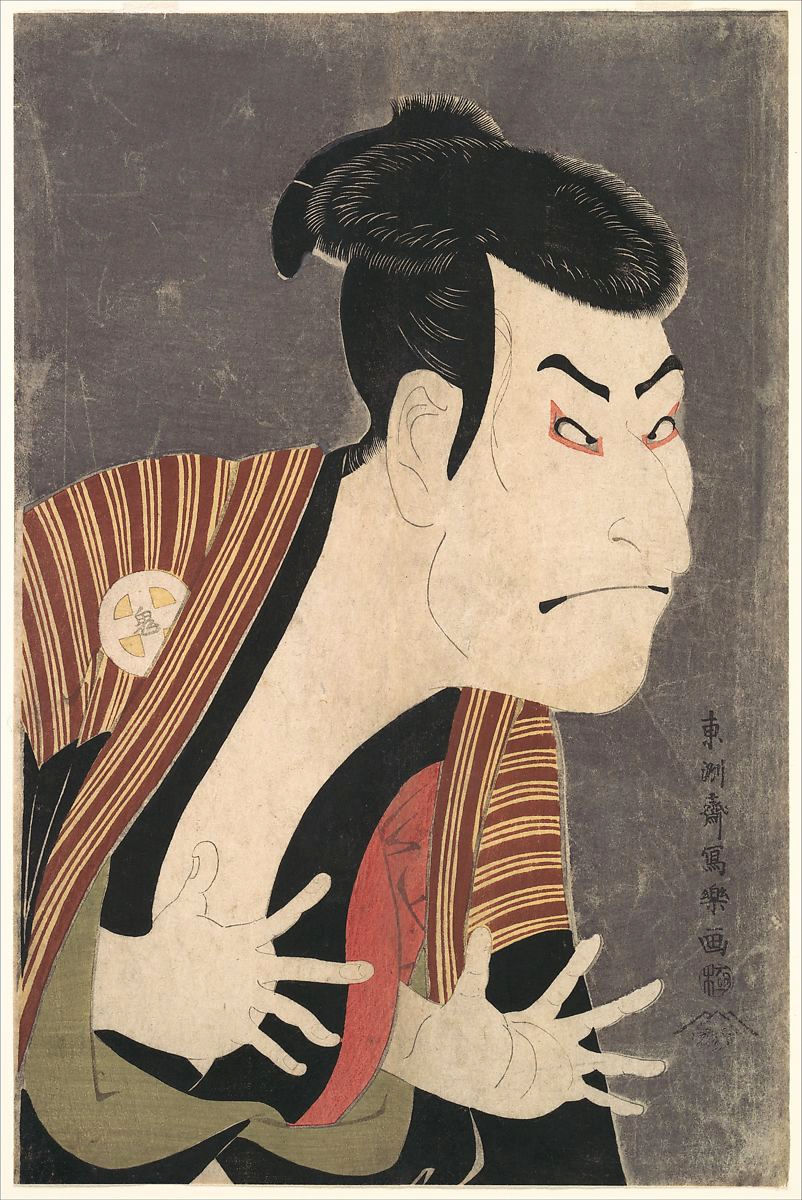
Тосюсай Сяраку , «Актор театру кабукі Отані Онідзіі» ( 1794 р.)
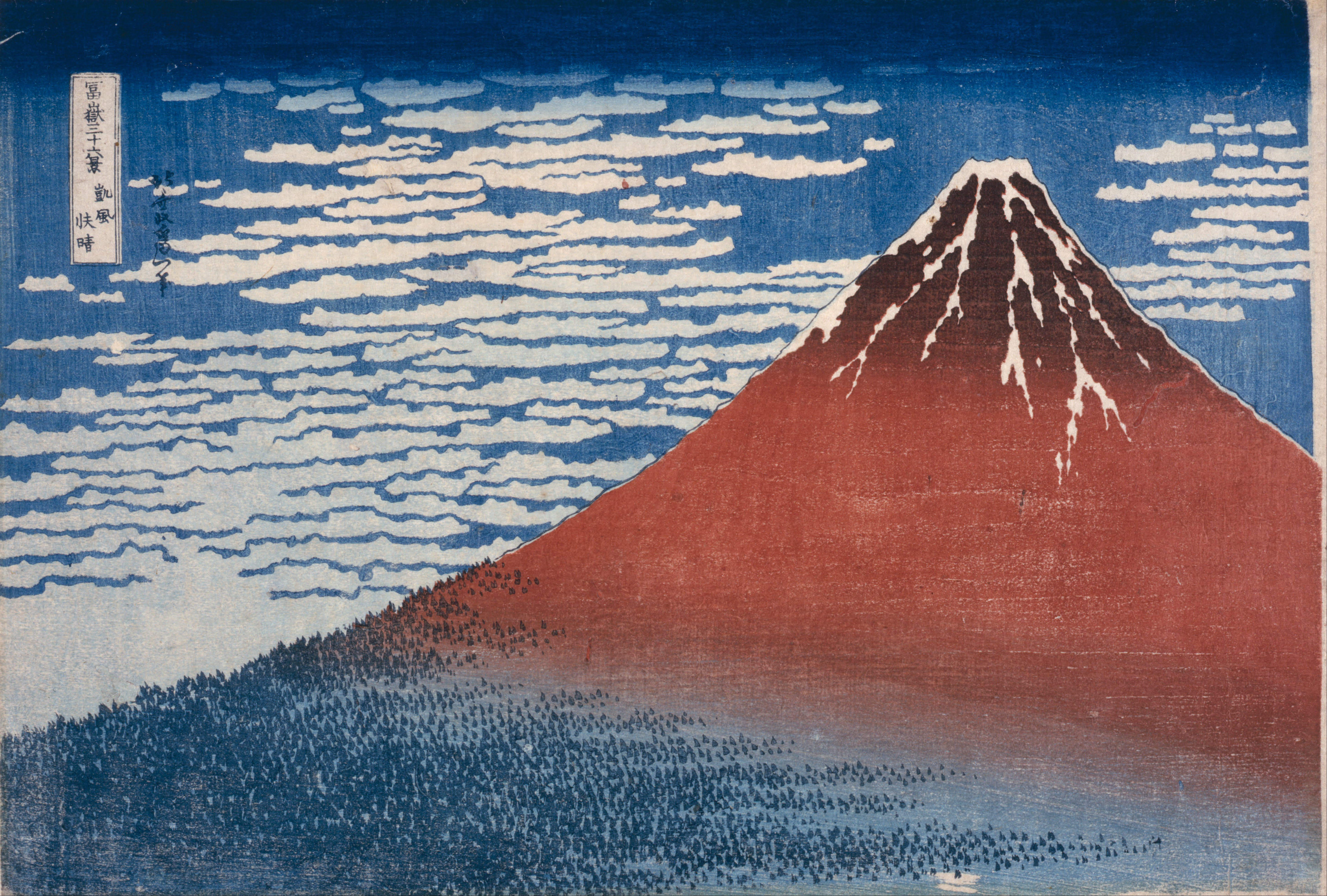
Кацусіка Хокусай «Ніжний вітер, чудова погода», картина червоної гори Фудзі

## Узагальнення в техніці силуета

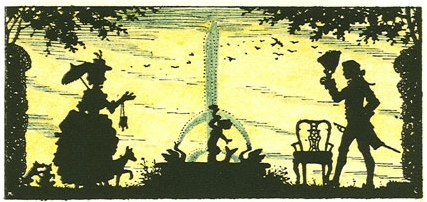
Силует роботи Костянтина Сомова.

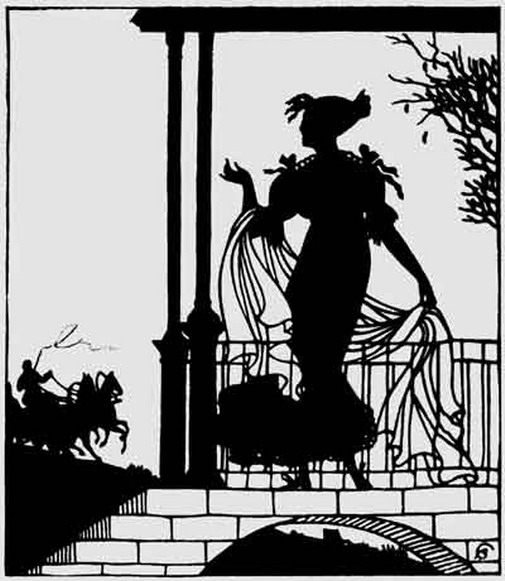
Худ. Світальський Володимир Олександрович. Ілюстрація до твору О. С. Пушкіна «Граф Нулін».

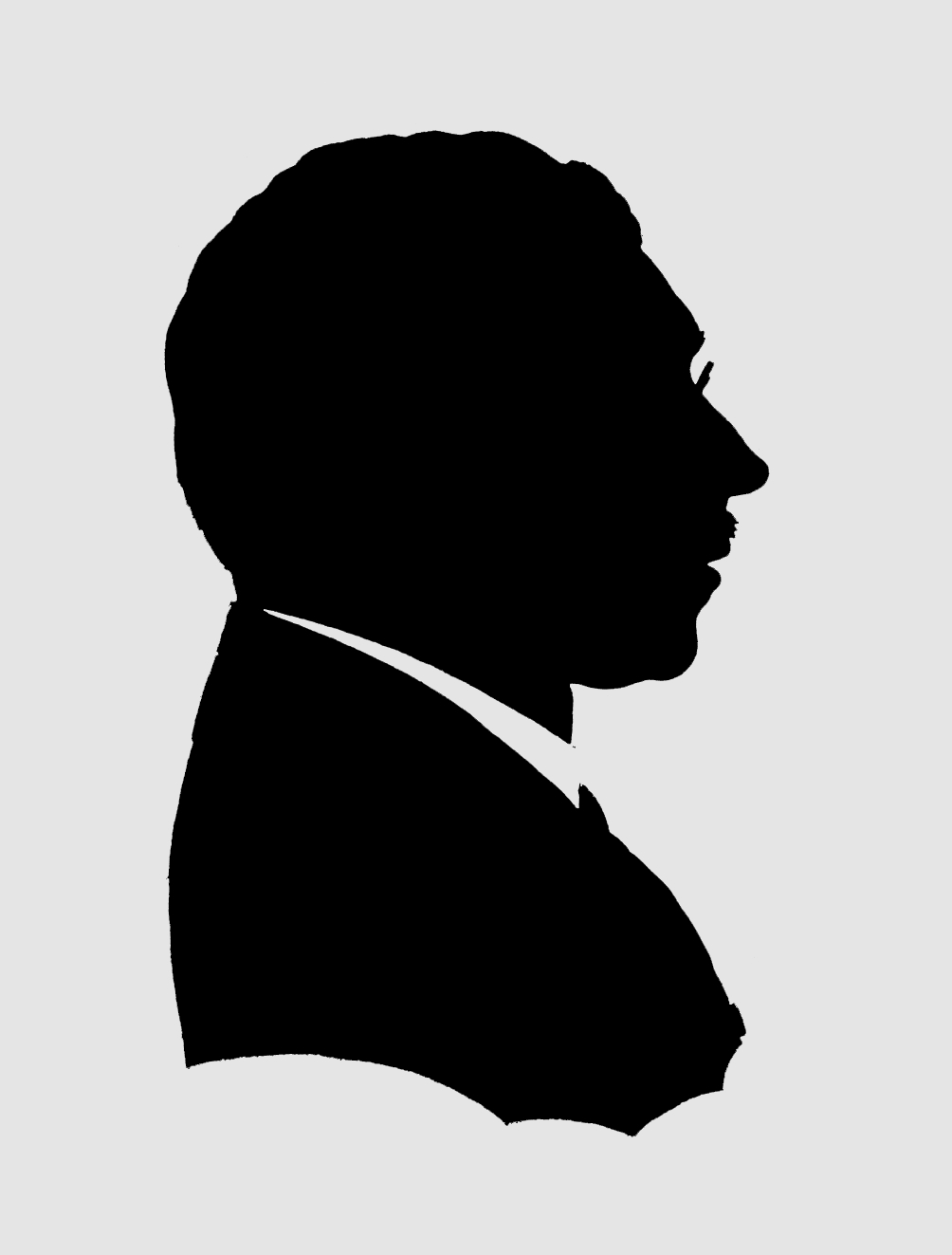
Художник Дмитро Митрохін, силует роботи Нарбута, 1914 р.
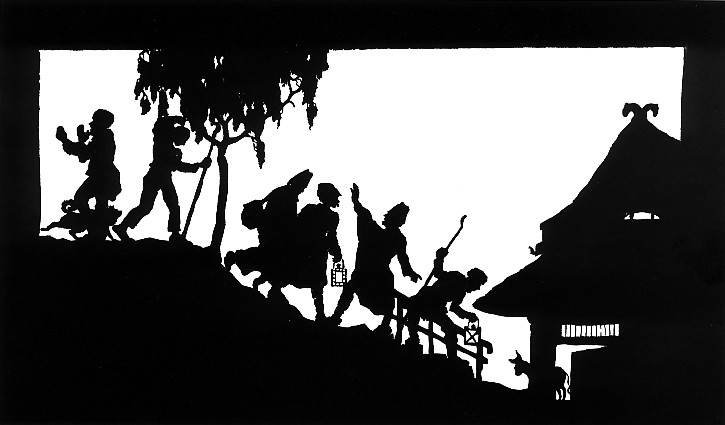
Вільгельм Гросс (1883-1974). Силует з сюжетом.
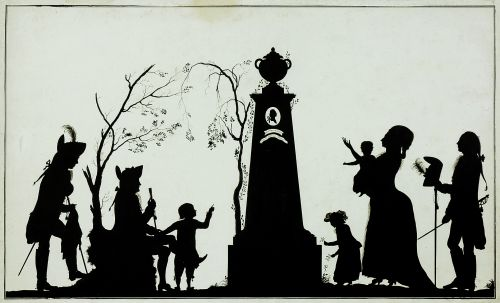
«Родина Бауер відвідує могилу померлого», малюнок чорнилом. 1783 р.
Силует «Вечір в дискотеці»

## Узагальнення в плакаті

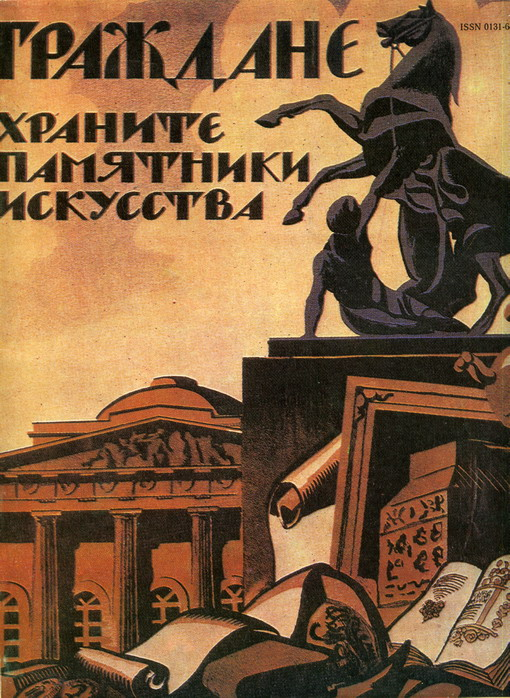
Плакат «Граждане! Храните памятники искусства!», 1918 р.

Особливо значні узагальнення в плакаті та в афіші. Це художні твори, де ідея подана найбільш узагальнено, примітизовано, яскраво, з лапідарним малюнком і не довгим написом. У плакаті часто використовують гасла, заклики або римовані короткі вірші. Лаконічність, умовність кольорів, загостреність образів — характерні риси плакатів 20 століття.
Афіша може бути менш лаконічною, мати зображення чи фото, а її написи довші за плакатні, мають описовий, інформаційний характер.

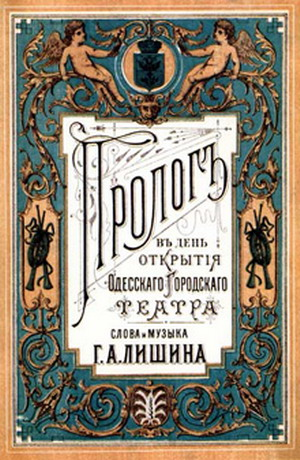
Афіша на відкриття 1-го сезону театру в Одесі. 1887 рік.
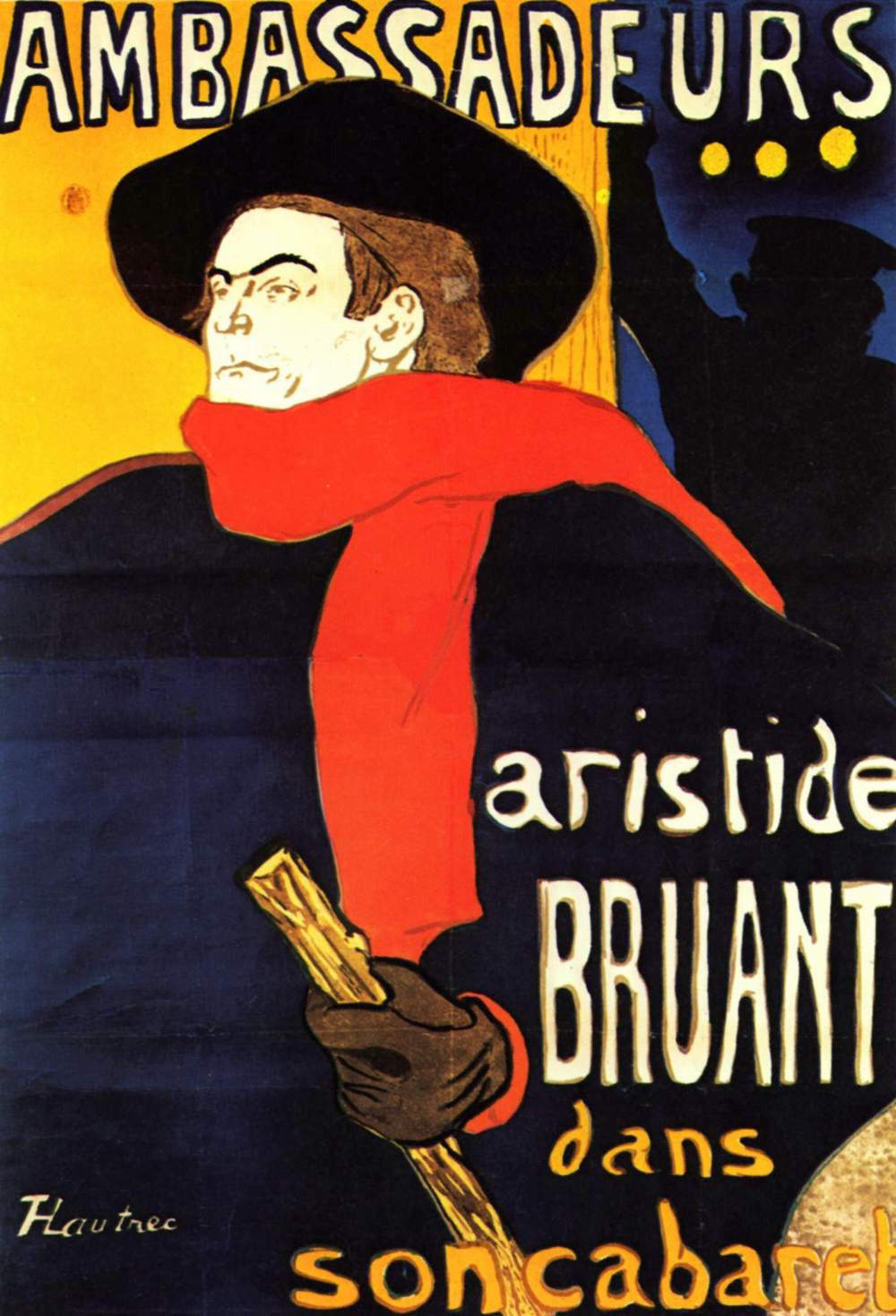
Тулуз-Лотрек. Кафе Амбассадор. Афіша співака Арістіда Брюана, (афіша 1892 р.)
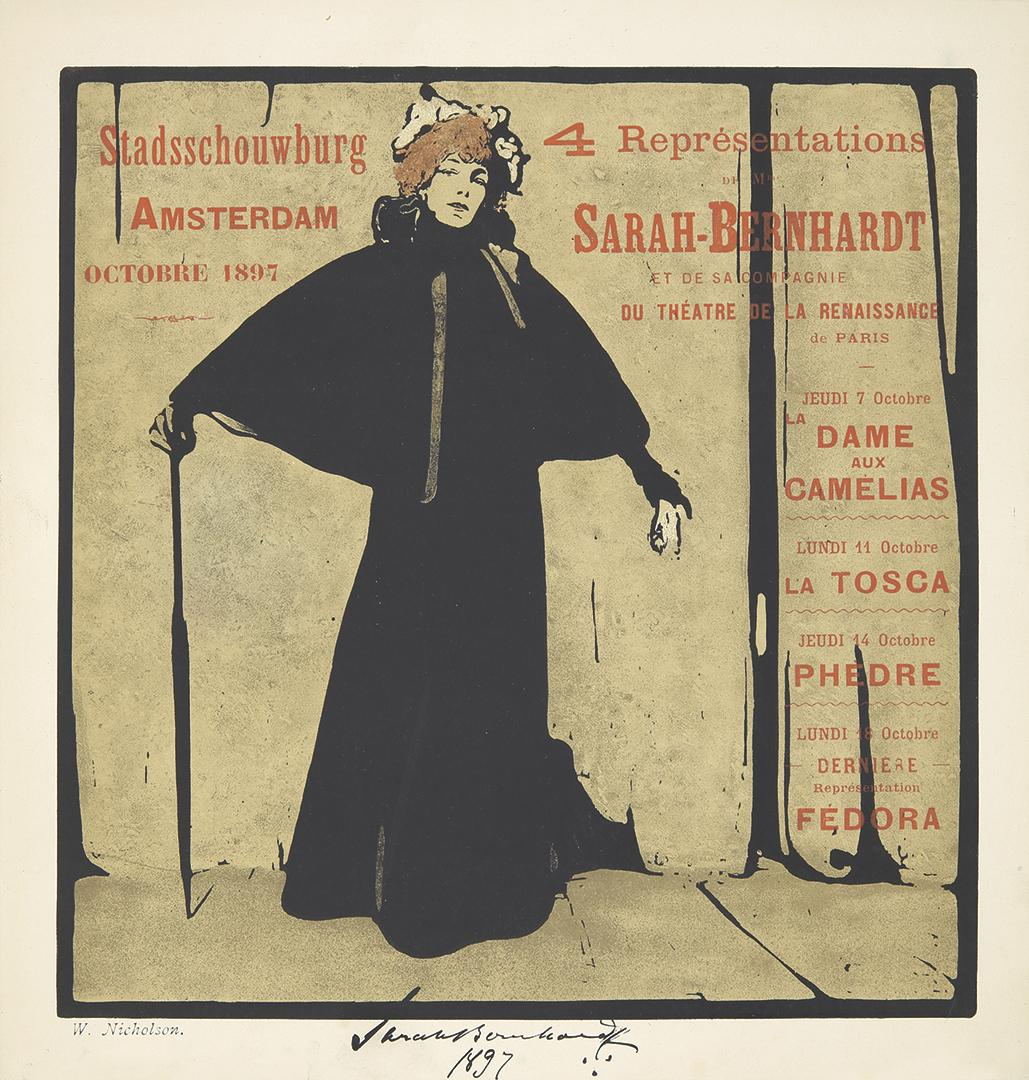
Афіша Сари Бернар для гастролі у Амстердамі, 1897 рік
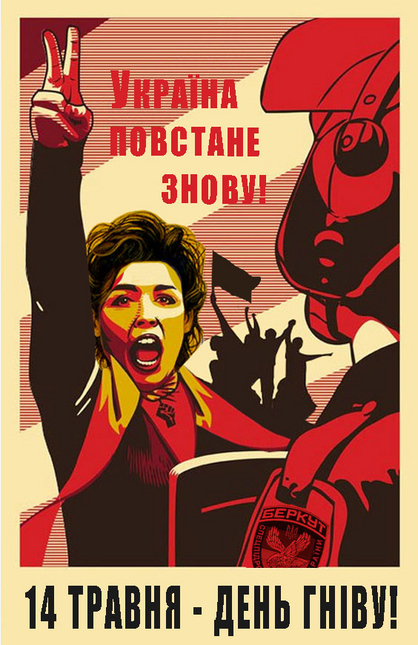
Агітаційний плакат «Україна постане знову»

## Піктограми і логотипи

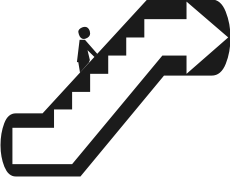
Напрямок, де ескалатор
Піктограма інваліда
Для сміття
Кнопка допомоги при небезпеці
Символ реутилізації ресурсів

## Посилання

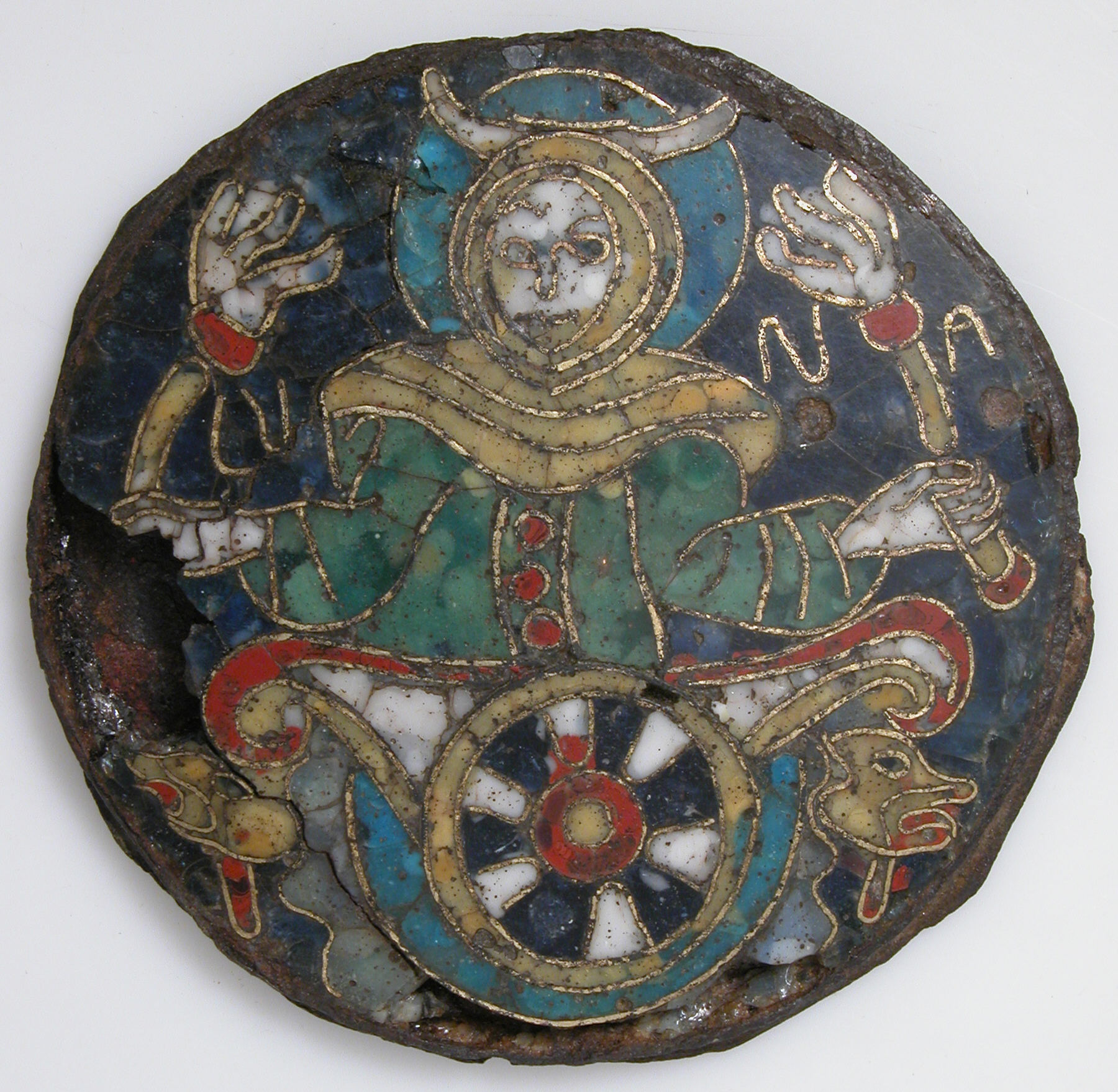
Алегорія Місяця. Перетинкова емаль доби каролінгів, до 890 р.